# Alexandr Diadulia
Aljaksandr Dsjadsjulja (auch Alexander Diadulia; * 4. November 1982) ist ein ehemaliger belarussischer Skispringer.

## Werdegang
Sein internationales Debüt feierte Dsjadsjulja bei der Nordischen Skiweltmeisterschaft 1999 in Ramsau am Dachstein. Dabei gelang ihm von der Normalschanze der Sprung auf Rang 66 und von der Großschanze der Sprung auf Rang 65. Am 28. November 1999 gab er in Kuopio sein Debüt im Skisprung-Weltcup. Mit Rang 69 konnte er sich jedoch nicht durchsetzen, weshalb es sein einziger Weltcup-Start blieb. Es folgte eine vierjährige internationale Pause.
Beim European Youth Olympic Festival 2003 in Planica, dessen Sprungwettbewerbe wegen Schneemangels im italienischen Tarvis stattfinden mussten, erreichte er im Einzel von der Normalschanze Platz 37 und mit der belarussischen Mannschaft im Teamspringen den neunten Platz.
Bei der Nordischen Skiweltmeisterschaft 2003 im italienischen Val di Fiemme verpasste Dsjadsjulja in beiden Einzelspringen die Qualifikation, konnte aber beim Teamspringen starten, wo er mit der Mannschaft Rang 12 erreichte.